# Daniel Wells
Daniel Wells (Neath, 31 de julio de 1988) es un jugador de snooker galés.

## Biografía
Nació en la localidad galesa de Neath en 1988. Es jugador profesional de snooker desde 2008, aunque se ha caído del circuito profesional en más de una ocasión. No se ha proclamado campeón de ningún torneo de ranking, y su mejor resultado fue alcanzar las semifinales dos veces, a saber: las del Abierto de Escocia de 2018, en las que cayó (5-6) ante Mark Allen, y las del Snooker Shoot Out de 2023, donde se vio superado por Chris Wakelin, que luego se proclamaría campeón. Tampoco ha logrado hasta la fecha tejer ninguna tacada máxima, y la más alta de su carrera está en 141.